# Gheorghe Gruia
Gheorghe Gruia Marinescu (* 2. Oktober 1940 in Bukarest; † 9. Dezember 2015 in Mexiko-Stadt) war ein rumänischer Handballspieler, der mit der Nationalmannschaft 1964 und 1970 Weltmeister wurde und bei den Olympischen Spielen 1972 die Bronzemedaille gewann.

## Leben
Gheorghe Gruia triumphierte mit der rumänischen Nationalmannschaft bei der Weltmeisterschaft 1964 und 1970. 1967 errang der Rückraum rechte den dritten Platz bei der Weltmeisterschaft. Bei den Olympischen Spielen 1972 in München holte der Linkshänder sich die Bronzemedaille und wurde mit 37 Treffern Torschützenkönig. Insgesamt bestritt Gruia 126 Länderspiele, in denen er 636 Tore erzielte.
Gruia war beim rumänischen Armeeklub Steaua Bukarest aktiv, mit dem er die rumänische Meisterschaft sowie 1968 den Europapokal der Landesmeister gewann. In den 1960er Jahren erkrankte er an Gelbsucht. 1978 siedelte er nach Mexiko-Stadt über. Er kam auf Einladung des Bruders des Präsidenten, arbeitete dort als Handballtrainer und machte den Sport in Mexiko bekannt.
1992 wurde er von der Internationalen Handballföderation zum besten Spieler aller Zeiten ernannt.
Gheorghe Gruia starb am 9. Dezember 2015 im Alter von 75 Jahren in Mexiko.

## Erfolge

### Verein
Steaua Bukarest
- Rumänischer Meister: 1963, 1967, 1968, 1969, 1970, 1971, 1972, 1973
- Europapokal der Landesmeister: 1968
- Finalist im Europapokal der Landesmeister: 1971